# Zubayda Khatoun
Titre
Épouse du sultan du sultan Malik Chah Ier
Mère du sultan Barkyaruq
– 1099
Zubayda Khatoun, morte en 1099 à Ray en Iran, est une princesse persane de la dynastie des Seldjoukides, co-épouse du sultan Malik Chah Ier, mort en 1092, et mère de Barkyaruq qui, à l'issue d'une guerre civile, lui succède en 1094. Elle fait disgracier le vizir Mu'ayyid al-Mulk, un des chefs de l'ancienne faction du vizir Nizam al-Mulk, qui la fait capturer et tuer avant d'être lui-même exécuté par Barkyaruq. Khatoun est un titre de respect pour les princesses des peuples turcs et mongols.

## Biographie

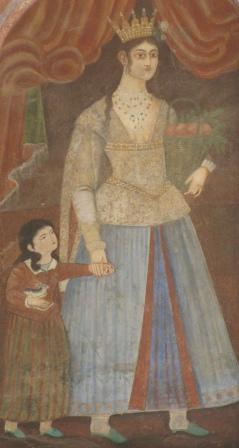
Princesse persane avec son fils, Tchehel Sotoun, s.d.

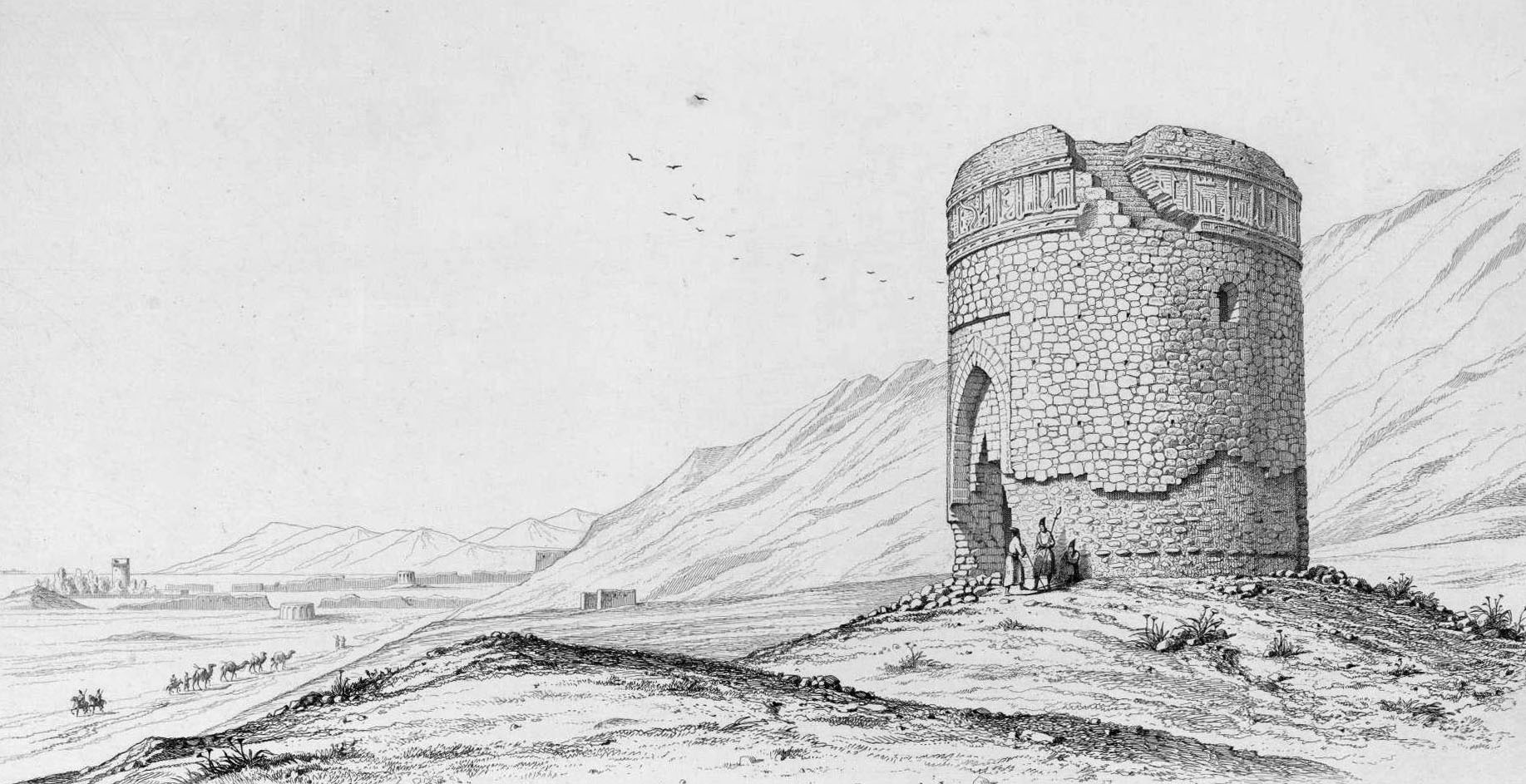
Ruines de Ray, dessin de Pascal Coste, 1867.

Fille de l'émir seldjoukide Yaquti et petite-fille de Dawoud Tchaghri Beg (en) (989–1060), gouverneur du Khorassan, Zubayda est mariée à son cousin Malik Chah Ier, fils et héritier du sultan Alp Arslan. En 1081, elle donne naissance à un fils, Barkyaruq. Celui-ci fait figure d'héritier du trône mais Terken Khatoun, deuxième épouse de Malik Chah, s'efforce de l'évincer au profit de ses propres enfants. Le puissant ministre Nizam al-Mulk, qui dirige le gouvernement de Malik Chah, est favorable au choix de Barkyaruq, mais il meurt assassiné en octobre 1092, peut-être à l'instigation de Terken Khatoun.
Malik Chah meurt à peine un mois après son ministre, probablement empoisonné, en novembre 1092. Sa mort ouvre une période de confusion : Barkyaruq, le plus âgé de ses fils survivants, est emprisonné par ordre de Terken Khatoun qui fait proclamer sultan son fils Mahmoud, âgé de 4 ans. Une guerre civile oppose les partisans de Barkyaruq, échappé de prison, à ceux de Terken Khatoun qui est encerclée dans Ispahan, puis à deux émirs seldjoukides, Ibrahim ibn Yaquti, frère de Zubayda, et Tutuş, frère cadet de Malik Chah et vice-roi de Damas et Alep. Tutuş, ayant battu Ibrahim ibn Yaquti à Mossoul en avril 1093, le fait exécuter puis demande au calife abbasside de Bagdad de le reconnaître comme sultan. Terken Khatoun et son fils Mahmoud meurent en 1094 ; Tutuş est vaincu et tué devant Ray en 1095 mais Barkyaruq doit encore disputer le pouvoir à son demi-frère Muhammad. Zubayda joue un rôle appréciable dans les intrigues de la cour : en 1095, avec le soutien du ministre Majd al-Mulk Baravistani, elle convainc Barkyaruq de renvoyer son vizir Mu'ayyid al-Mulk, fils de Nizam a-Mulk, et de le remplacer par Fakhr al-Mulk, autre fils de Nizam al-Mulk. Cependant, Mu'ayyid al-Mulk se réfugie auprès d'Önur, gouverneur du Fars, puis, celui-ci ayant été tué, auprès de Muhammad, le demi-frère rebelle de Barkyaruq. Ils rallient à leur cause une grande partie de la Nizamiya (la faction de Nizam al-Mulk) et de l'armée. Ils s'emparent de Ray et capturent Zubayda Khatoun que Mu'ayyid al-Mulk fait étrangler malgré les protestations d'une partie de ses troupes,.
Pendant l'hiver 1099-1100, les troupes de Muhammad mettent en déroute celles de Barkyaruq près de Hamadan mais Barkyaruq fait prisonnier Mu'ayyid al-Mulk et, selon le chroniqueur Ibn al-Athîr, l'exécute de sa main pour venger la mort de sa mère Zubayda Khatoun. La guerre fratricide entre Barkyaruq et Muhammad se prolonge jusqu'en 1102 où Barkyaruq rétablit pour peu de temps l'unité du sultanat .